# Psammomys vexillaris
Psammomys vexillaris (Псамоміс тонкий) — вид родини мишеві (Muridae).

## Поширення
Проживає від північно-східного Алжиру, через центральний Туніс в північно-західну Лівію. Природним місцем проживання є субтропічні або тропічні сухі чагарники.